# Günter Born
Günter Born (* 8. Mai 1955 in Wittlich) ist ein deutscher Ingenieur, der als Sachbuchautor zu IT-Themen und als Blogger aktiv ist.

## Leben
Günter Born hat rund 300 Titel zu Computerthemen und zahlreiche Beiträge in IT-Magazinen veröffentlicht. Das Spektrum der Buchtitel reicht von Einsteigerliteratur zu Android, Windows, Office, Internet bis hin zu Spezialthemen wie Linux, OpenOffice.org, HTML/XML und Programmierung. Er ist Verfasser und Übersetzer verschiedener bei Microsoft Press veröffentlichter Handbücher über Microsoft Windows.
Auf borncity.com betreibt er verschiedene Blogs, so zu IT-Themen und 50 Plus-Themen. Auf Borns IT- und Windows-Blog (2021 unter Deutschlands Top 100 Blogs) befasst er sich seit 2007 mit IT-Themen. 

## Ehrungen und Auszeichnungen
- Microsoft Most Valuable Professional (MVP)[2]
- European Security Blogger-Award[3]

## Internationale Veröffentlichungen
- The Fileformats Handbook, International Thomson Publishing, GB
- Inside the Microsoft Windows 95 Registry, Microsoft Press USA
- Inside the Microsoft Windows 98 Registry, Microsoft Press USA
- Microsoft Windows Script Host 2.0 Developer’s Guide, Microsoft Press USA
- Hands on PostScript-Programming, CD, Miller Freeman (Dr. Dobbs Journal of Software Tools), USA
- Technical Contributor Microsoft Windows 98 Resource Kit, Microsoft USA

## Nationale Veröffentlichungen
- Windows 7 Home Premium SP1. Markt+Technik Verlag, München 2011, ISBN 978-3-8272-4710-0.
- Windows 8 komplett. Das Praxisbuch. Markt+Technik Verlag, München 2013, ISBN 978-3-8272-4793-3.
- Office 2013. Sehen und Können. Markt+Technik Verlag, München 2013, ISBN 978-3-8272-4817-6.